# كريس روبنسون (مخرج)
كريس روبنسون (بالإنجليزية: Chris Robinson)‏ هو مخرج أمريكي، ولد في القرن العشرين في إدجوود في الولايات المتحدة.

## وصلات خارجية
- كريس روبنسون على موقع IMDb (الإنجليزية)
- كريس روبنسون على موقع روتن توميتوز (الإنجليزية)
- كريس روبنسون على موقع ميوزك برينز (الإنجليزية)
- كريس روبنسون على موقع أول موفي (الإنجليزية)
- كريس روبنسون على موقع قاعدة بيانات الأفلام السويدية (السويدية)
- كريس روبنسون على موقع أول ميوزيك (الإنجليزية)
- كريس روبنسون على موقع ديسكوغز (الإنجليزية)
- كريس روبنسون على موقع قاعدة بيانات الفيلم (الإنجليزية)
- كريس روبنسون على موقع كينوبويسك (الروسية)